# Derek de Solla Price

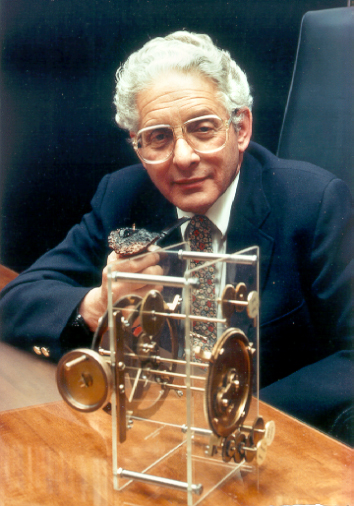
Derek de Solla Price mit einem Modell des Mechanismus von Antikythera

Derek John de Solla Price (* 22. Januar 1922 in Leyton, Großbritannien; † 3. September 1983) war ein britischer Wissenschaftshistoriker.
Er gilt als Mitbegründer der Szientometrie, der quantitativen Messung der Wissenschaft. Die Szientometrie ist ein Teilgebiet der Wissenschaftsforschung. Als „Avalon-Professor“ für Wissenschaftsgeschichte an der Yale University entwickelte er die Messung des Gehalts und der Wirkung des Gegenstands der Wissenschaft selbst. Aus der Überlegung, dass veröffentlichte Wissenschaft (in Form von Publikationen) sowohl in Quantität (Anzahl der Veröffentlichungen, Anzahl der Zitate) als auch in Qualität (ökonomische Wirkung, Beeinflussung anderer Wissensgebiete) messbar ist, entwickelten sich durch Price initiiert verschiedene Methoden zur Analyse wissenschaftlichen Outputs.

## Leben
John Price promovierte in Experimentalphysik an der Universität London im Jahre 1946. Nach einem dreijährigen Aufenthalt am Raffles College in Singapur kehrte er nach England zurück und promovierte erneut, nun in Wissenschaftsgeschichte. Er wechselte in der Folge nach Princeton und arbeitete auch für das Smithsonian Institute. Schließlich ging er nach Yale, wo er bis zu seinem Tode blieb und sich vorwiegend mit den Verbindungen und dem gegenseitigen Einfluss verschiedener wissenschaftlicher Publikationen aufeinander („Networks of scientific papers“) beschäftigte. Dort wurde er 1959 mit dem Titel des Avalon-Professors der Wissenschaftsgeschichte ausgezeichnet.
Price ist durch seine Untersuchung des Mechanismus von Antikythera bekannt geworden. Er analysierte dessen Funktion, unter anderem durch die Verwendung von Röntgenfotografie, und unternahm einen ersten Rekonstruktionsversuch. 1976 wurde er dafür mit der Leonardo-da-Vinci-Medaille ausgezeichnet, dem höchst renommierten Preis für Technikgeschichte der von Melvin Kranzberg gegründeten Society for the History of Technology (SHOT). 1981 erhielt er als erster Wissenschaftler den John Desmond Bernal Prize der Society for Social Studies of Science.

## Little Science, Big Science
Derek de Solla Price gilt als Begründer der Szientometrie, die im Wesentlichen auf sein 1963 veröffentlichtes Buch Little Science, Big Science zurückgeht. Darin beschreibt er unter anderem die exponentielle Zunahme wissenschaftlicher Publikation (Informationsexplosion) sowie die Verteilung und Halbwertszeit von Zitationen.

## Sonstiges
Seit 1984 wird von der Zeitschrift Scientometrics der Derek John de Solla Price Award an Wissenschaftler verliehen, die bedeutende Beiträge auf dem Gebiet der quantitativen Wissenschaftsforschung geleistet haben.

## Ausgewählte Publikationen

### Bücher
- An Old Palmistry. Being the earliest known Book of Palmistry in English. Edited from Bodleian MS Digby roll IV. Heffer, Cambridge 1953.
- The Equatorie of the Planetis. Edited from Peterhouse M 75.1. With a linguistic analysis by R. M. Wilson. Cambridge University Press, Cambridge 1955.
- mit Joseph Needham und Wang Ling: Heavenly Clockwork. The Great Astronomical Clocks of Medieval China (= Antiquarian Horological Society Mongraph. 1, ISSN 0518-0333). Cambridge University Press, Cambridge 1960.
- Science Since Babylon. Yale University Press, New Haven CT 1961 (erw. Ausgabe 1976, ISBN 0-300-01797-9).
- Little Science, Big Science. Columbia University Press, New York NY u. a. 1963, (deutsch: Little Science, Big Science. Von der Studierstube zur Großforschung (= Suhrkamp-Taschenbuch Wissenschaft. 48). Suhrkamp, Frankfurt am Main 1974, ISBN 3-518-07648-5).
- Gears From the Greeks. The Antikythera Mechanism. A Calendar Computer from ca. 80 B.C. (= Transactions of the American Philosophical Society. NS Bd. 64, Nr. 7). American Philosophical Society, Philadelphia PA 1974, ISBN 0-87169-647-9.
- als Herausgeber mit Ina Spiegel-Rösing: Science, Technology and Society. A Cross-Disciplinary Perspective. Sage Publications, London u. a. 1977, ISBN 0-8039-9858-9.

### Artikel
- Networks of scientific papers. In: Science. Bd. 149, Nr. 3683, 1965, S. 510–515, doi:10.1126/science.149.3683.510.
- Citation Measures of Hard Science, Soft Science, Technology, and Nonscience. In: Carnot E. Nelson, Donald K. Pollock (Hrsg.): Communications Among Scientists and Engineers. Lexington Books – D. C. Heath and Company, Lexington 1970, S. 3–22.
- A general theory of bibliometric and other cumulative advantage processes. In: Journal of the American Society for Information Science. Bd. 27, Nr. 5, 1976, ISSN 0002-8231, S. 292–306, doi:10.1002/asi.4630270505.